# Nodo di Bowen

Il simbolo ⌘ su un cartello stradale svedese (n. H22) per il patrimonio nazionale

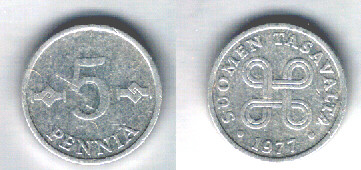
Il simbolo ⌘ su una moneta finlandese da 5 penni del 1977

Il nodo di Bowen (⌘), noto anche come croce di San Giovanni (nome correlato ai sankthanskors svedesi, johanneskors danesi e il finlandese hannunvaakuna) e come simbolo Command in riferimento al tasto Command dei computer Apple, è un simbolo costituito da un quadrato con quattro anelli al posto dei vertici. È usato come simbolo dei luoghi di interesse sui cartelli informativi in Finlandia e negli altri paesi nordici si dagli anni '60.
È un simbolo utilizzato fin dall'antichità da numerose culture e ancora oggi di uso comune. Presenta anche delle somiglianze con il simbolo norvegese chiamato Valknut.

## Uso antico
Il simbolo appare su molti oggetti provenienti dal Nord Europa. La sua raffigurazione più significativa è quella su una pietra proveniente da Hablingbo, Gotland, in Svezia, che risale al 400-600 d.C. Questo simbolo decorava anche un paio di sci di legno ritrovati in Finlandia e risalenti a circa mille anni fa.
Il simbolo appare anche su alcuni manufatti del Cultura del Mississippi nel sud-est degli Stati Uniti.

## Nome tradizionale
I nomi inglesi Saint John's Arms, Saint Hannes cross o Saint Hans's Cross, così come i nomi scandinavi, si riferiscono a Giovanni Battista. Il simbolo era anticamente associato alle celebrazioni della vigilia di mezza estate, festa pagana che coincide con quella cristiana della natività di San Giovanni Battista.
Nella tradizione araldica italiana è considerato, impropriamente, un tipo di nodo di Salomone.

## Uso moderno
Oggigiorno il simbolo viene comunemente utilizzato in Danimarca, Estonia, Finlandia, Islanda, Groenlandia, Norvegia e Svezia per indicare dei luoghi di interesse culturale. I documenti dello standard Unicode si riferiscono infatti al simbolo come "Place of Interest Sign" (simbolo dei luoghi di interesse).
In seguito il nodo di Bowen ha guadagnato fama internazionale dopo essere stato scelto da Apple come simbolo del tasto Command.

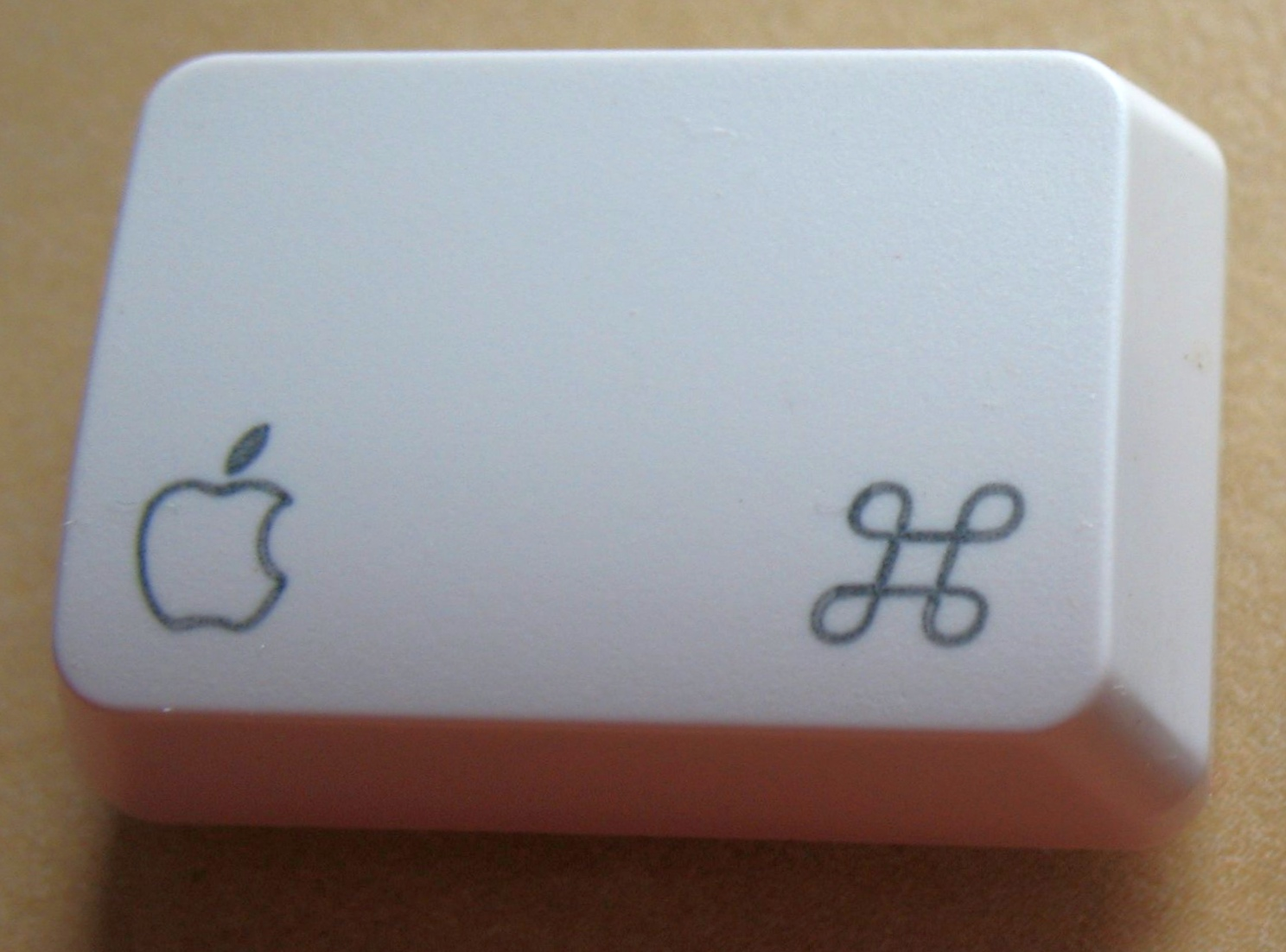
Tasto command di un Apple

Il simbolo è utilizzato inoltre nei loghi di diverse aziende, come la società di telecomunicazioni belga Proximus e la software house canadese DistillerSR.

## Codifica
In Unicode, è codificato come U+2318 ⌘ PLACE OF INTEREST SIGN(HTML &#8984;), nel blocco Miscellaneous Technical.

## Galleria d'immagini

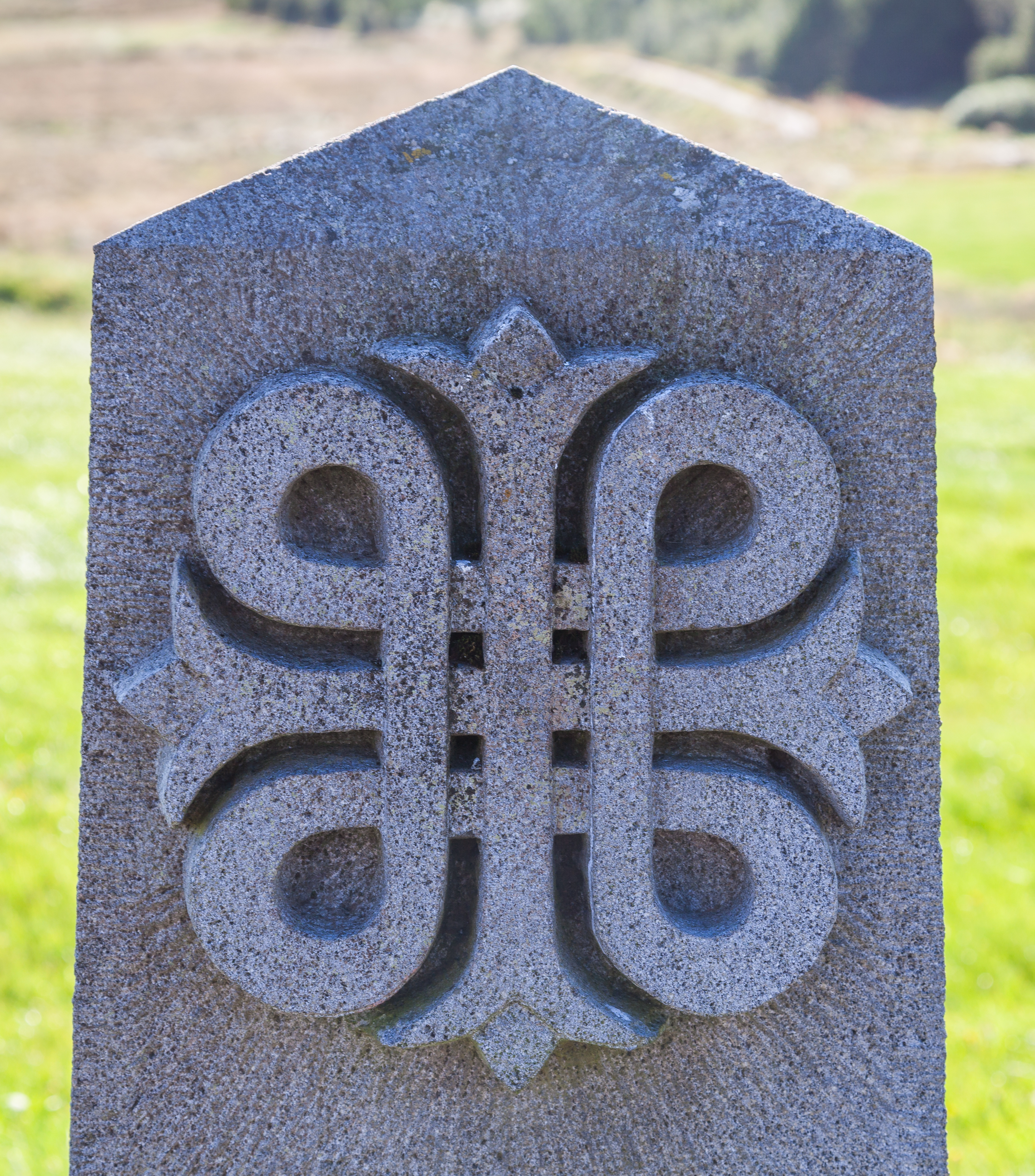
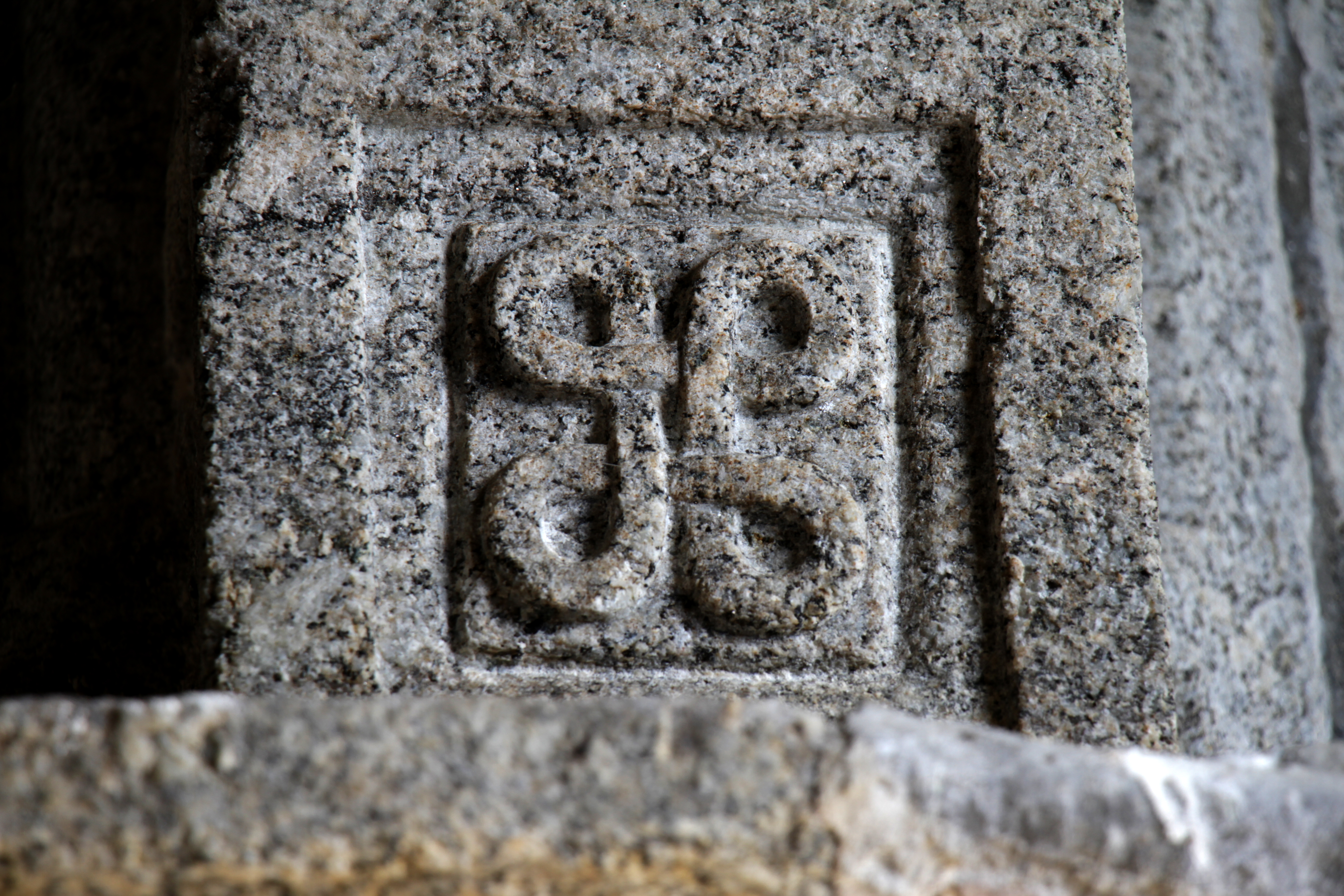
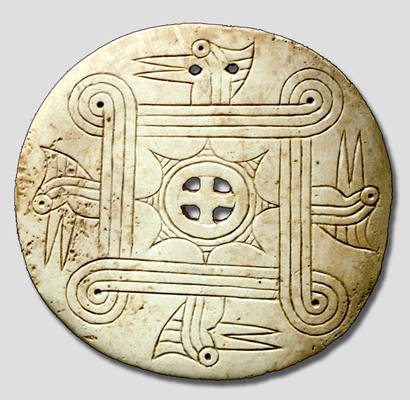
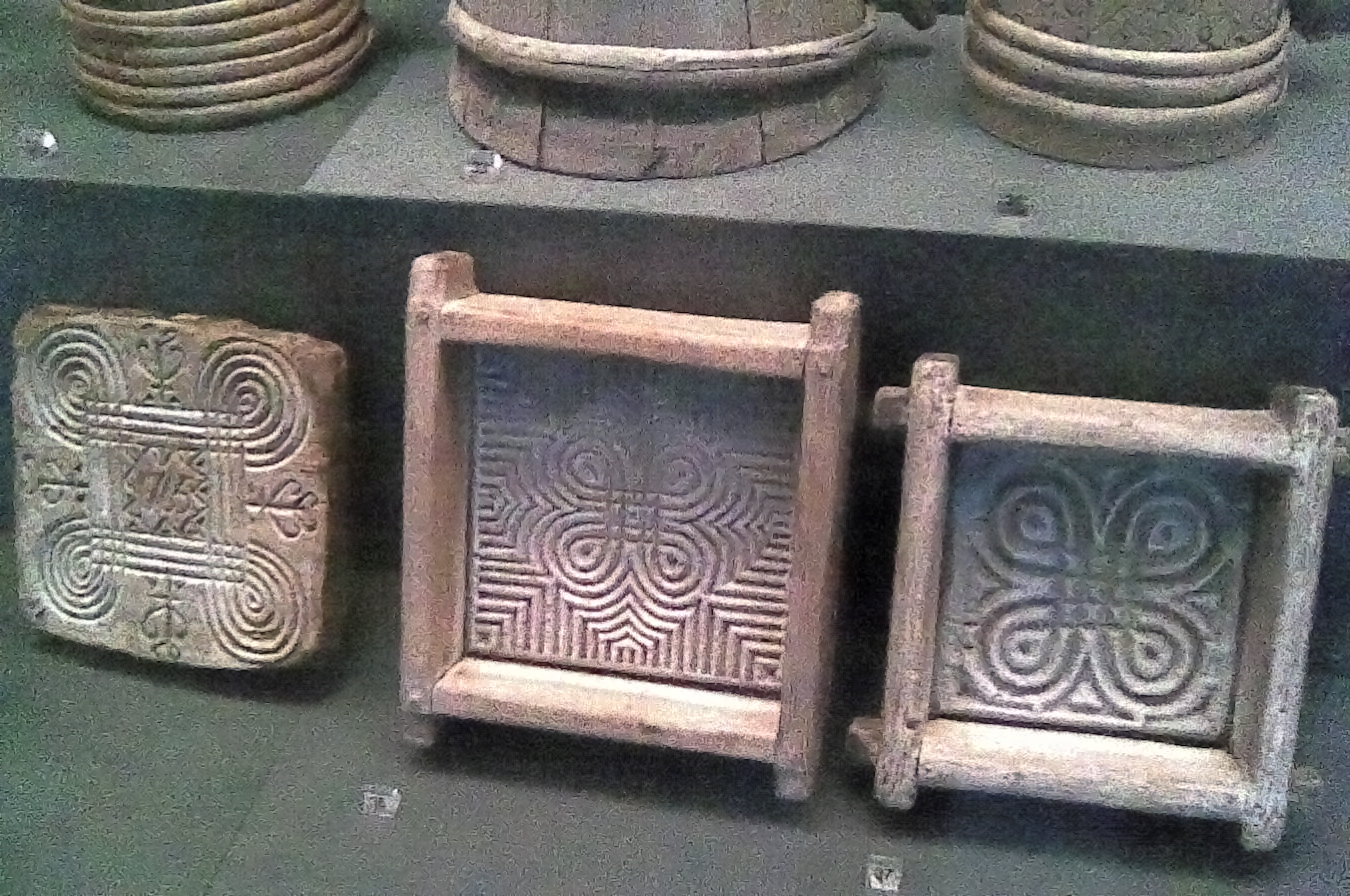
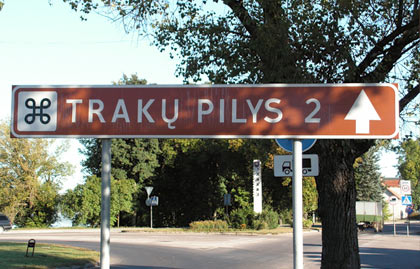
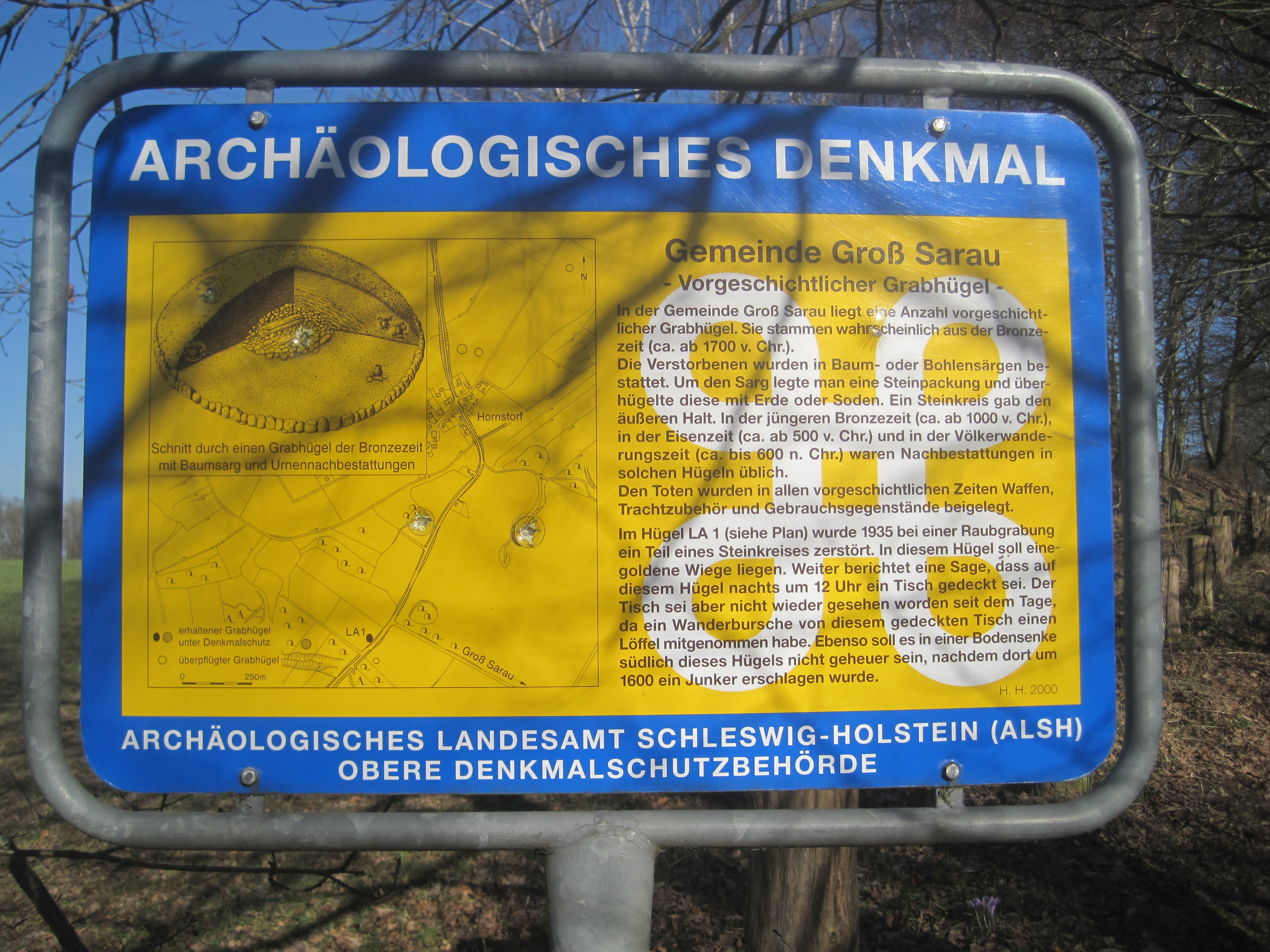
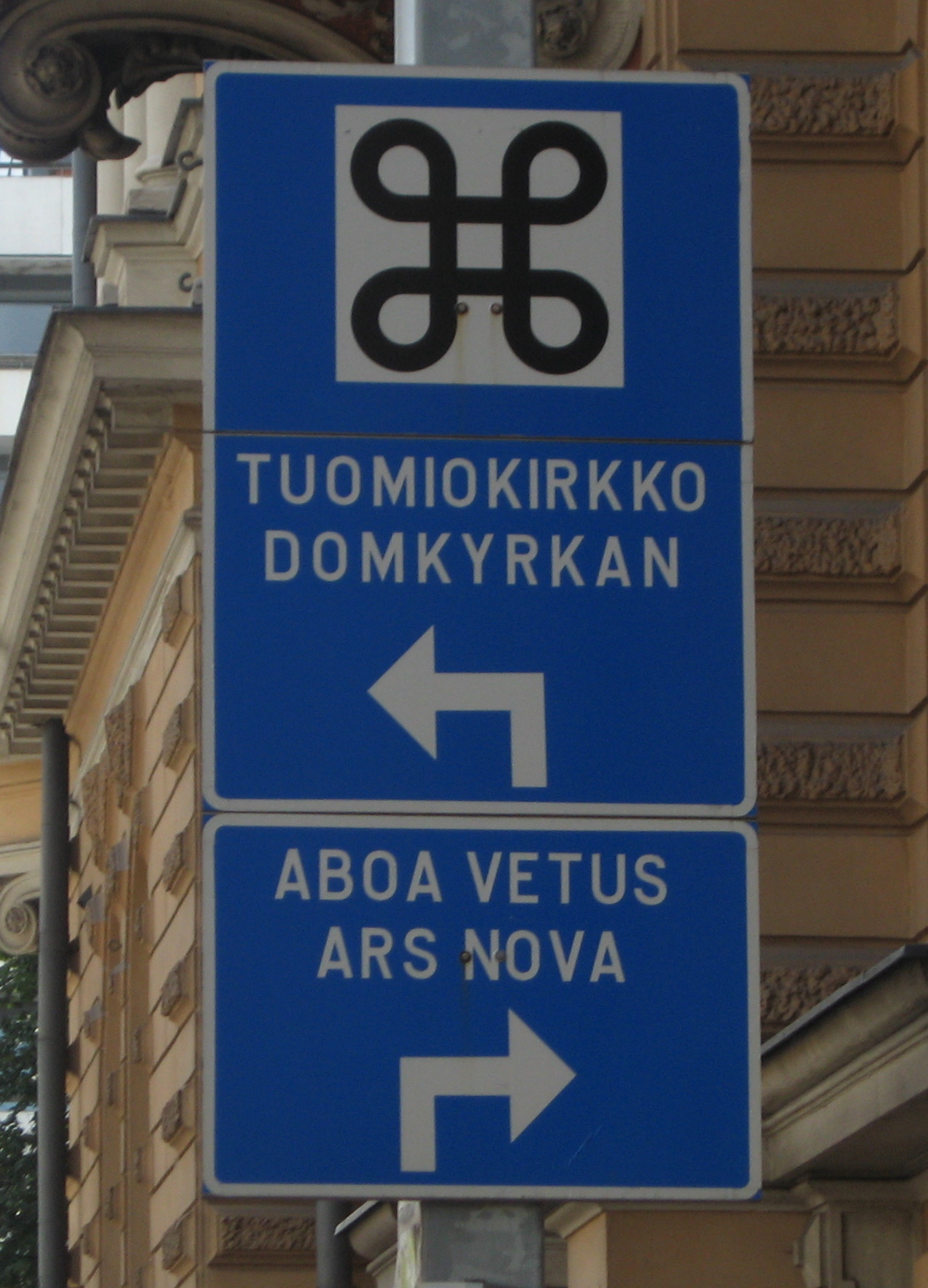